# Said Al-Ruzaiqi
Said Salim Al-Ruzaiqi (12 dicembre 1986) è un calciatore omanita, attaccante dell'Al-Nahda e della Nazionale omanita.

## Carriera

### Nazionale
Ha esordito in Nazionale nel 2014.